# Silene hellmannii
Silene hellmannii är en nejlikväxtart som beskrevs av Karl Ernst Claus. Silene hellmannii ingår i släktet glimmar, och familjen nejlikväxter. Inga underarter finns listade i Catalogue of Life.